# Mijaíl Larionovitch Mijáilov
Mijaíl Larionovitch Mijáilov (en ruso: Михаил Ларионович Михайлов; Ufá, 16 de enero de 1829 - Kadaya, 15 de agosto de 1865) fue un traductor, periodista, poeta y escritor de ficción ruso. Fue pionero en la defensa de la igualdad en derechos civiles, la educación y el trabajo entre hombres y mujeres en su artículo Las mujeres: su educación y su lugar en la familia y la sociedad. Propuso eliminar sus limitaciones para igualarlas a los varones. 

## Biografía
Mijaíl Mijáilov era hijo de un funcionario (Illarion Mijáilovitch Mijáilov, fallecido en 1845 como director de una mina de sal estatal en Iletsk) y de la princesa kirguisa Olga Vasilievna Ourakova, fallecida en 1841. Su abuelo paterno, Mijaíla, era siervo y fue asesinado en las condiciones relatadas por Serguéi Aksákov en sus Crónicas familiares. Se constata que Mijaíl Mijáilov era medio ciego de nacimiento a causa de una malformación de los párpados, de la que le operaron, lo que explica el aspecto anormal de sus ojos en sus retratos. Primero estudió en casa, luego en el gymnasium de Ufá sin completar sus estudios secundarios. Dominaba varios idiomas extranjeros, especialmente el alemán, así como el griego antiguo. Ingresó como auditor libre en la Universidad de San Petersburgo en 1844. Publicó por primera vez en 1845 en L'Illustration. Su padre luego rompió con él porque no quería que su hijo se embarcara en una carrera literaria.
Mijáilov se instaló en Nizhni Nóvgorod en 1849 como funcionario mientras realizaba actividades literarias Allí publicó en Le Moscovite de Mijaíll Pogodine, trabajó en el departamento de sal de la gobernación de Nizhni Nóvgorod y se jubiló como funcionario en 1852 para instalarse en San Petersburgo donde colaboró principalmente con la revista Sovreménnik (El Contemporáneo) y Anales de la Patria.
A finales de la década de 1850 y principios de la de 1860, Mijáilov se embarcó en actividades revolucionarias. Viajó a París, donde criticó el carácter reaccionario de la sociedad del Segundo Imperio, elogió la poesía de Béranger, Pierre Dupont y Eugène Pottier (más tarde autor de la letra de La Internacional), luego fue a Londres en la primavera de 1861 donde conoció a Aleksandr Herzen y publicó la proclamación A la generación más joven ("К молодому поколению"). Fue arrestado a su regreso a Rusia por haber difundido un llamamiento a la revolución en San Petersburgo, condenado a trabajos forzados durante doce años y medio y enviado a Siberia en 1862 a la katorga de Nérchinsk; pero su sentencia se redujo a seis años. Allí trabajó en la mina de oro de Kazakov, también organizó una escuela para los hijos de los trabajadores. En el otoño de 1863, fue trasladado a Gorni Zerentouï cerca de Nertchinsk y luego al pueblo de Kadaya donde simpatizó con los insurgentes polacos deportados y describió la insurrección polaca como «heroica». Fue en Kadaya donde terminó su novela Juntos ("Вместе") a finales de 1864, escribió sus Notas ("Записки") y sus Bosquejos siberianos. Murió en Kadaya en 1865. Evocando a los revolucionarios de la década de 1860, Lenin clasificó a Mijáilov «entre los enemigos conscientes y categóricos de la tiranía y la explotación».

## Vida personal
Mijáilov tuvo una relación en 1861 con Liudmila Shelgunova (de soltera Michaëlis, de 29 años) quien dejó a su esposo, el escritor revolucionario Nikolái Shelgunov, por él. Dio a luz en 1862 en San Petersburgo al hijo de Mijáilov, Mijaíl (1862-1897), y luego se reunió con Mijáilov en Nertchinsk. Parece que ella quería ayudarlo a escapar.

## Creación literaria
A lo largo de su vida escribió poemas, artículos sobre literatura y sobre la situación social (“Jane Eliot”, “James Stuart Mill”, “Sobre la emancipación de las mujeres”, “Humor y poesía en Inglaterra”, etc.), novelas y cuentos: Las aves migratorias (“Перелётные птицы”), Adam Adamytch (“Адам Адамыч”), La Encajera (“Кружевница”), El Africano (“Африкан”), Él (“Он”), Ojos Azules (“Голубые глаз a”), etc. Sus obras más conocidas son su cuento Adam Adamytch, que relata irónicamente la vida de un profesor de alemán, y su novela Las aves migratorias, que relata la vida de actores provincianos itinerantes. Algunas traducciones de poemas de Mijáilvo aparecen en los manuales de la época, como El hijo del negro de Longfellow, La canción de la camisa de Thomas Hood o Prometeo encadenado de Esquilo. Fue quien dio a conocer a la sociedad rusa los poemas de Heinrich Heine, entonces casi desconocidos.
Su artículo Las mujeres: su educación y su lugar en la familia y la sociedad, escrito a modo de polémica con Proudhon, es el fundamento de su visión de una nueva concepción de la familia. Es uno de los primeros en mencionar la igualdad de derechos y el derecho al voto de las mujeres.
La edición póstuma de sus poemas en 1866 en San Petersburgo fue prohibida por la censura. Sus artículos fueron reeditados a partir de los años 1903-1905. Sus traducciones y escritos recopilados se publicaron (3 vols., 1858–1859).

## Derechos de las mujeres
Mijáilov defendió la igualdad de las mujeres en derechos civiles, la educación y el trabajo. Propuso eliminar sus limitaciones para igualarlas a los varones. Consideraba que las mujeres eran iguales a los hombres intelectual, emocional y moralmente y atribuía cualquier inferioridad aparente a una falta de educación. Enfatizó la educación como medio para la emancipación de las mujeres, en el sentido de que la libertad de desarrollar su potencial reduciría su dependencia y les permitiría ser mejor madres y esposas. Al igual que el pedagogo coetáneo Nikolái Pirogov, seguían el programa feminista liberal de influencia de Harriet Taylor y John Stuart Mill, que aceptaba la familia tradicional y abogaba sólo por la igualdad de oportunidades de las mujeres de clase alta.
Además defendió la igualdad de las mujeres en derechos civiles, la educación y el trabajo. Propuso eliminar sus limitaciones para igualarlas a los varones. Consideraba que las mujeres eran iguales a los hombres intelectual, emocional y moralmente y atribuía cualquier inferioridad aparente a una falta de educación. Enfatizó la educación como medio para la emancipación de las mujeres, en el sentido de que la libertad de desarrollar su potencial reduciría su dependencia y les permitiría ser mejor madres y esposas. Mijáilov, al igual que el pedagogo coetáneo Nikolái Pirogov, seguían el programa feminista liberal de influencia de Harriet Taylor Mill y John Stuart Mill, que aceptaba la familia tradicional y abogaba sólo por la igualdad de oportunidades de las mujeres de clase alta.